# Gabrovec pri Dramljah
Gabrovec pri Dramljah – wieś w Słowenii, w gminie Vojnik. W 2018 roku liczyła 33 mieszkańców.